# Осади
О́сади (рос. осадки, англ. sediments, deposits, нім. Sedimente n pl):
- 1) Дрібні частинки твердих речовин, що виділяються з рідини або газоподібного середовища й осідають на яку-небудь поверхню.
- 2) В геології — гірські породи, що утворилися на дні водойм внаслідок відкладення мінеральних і органічних речовин та їх ущільнення і зміни. Давні О. частіше всього називають відкладами.

Син. — відклади, осадові гірські породи.

## Класифікація
Розрізняють теригенні О. (уламкові, див. також теригенні відклади), органогенні або біогенні (утворюють органогенні гірські породи), полігенні (див. червона глибоководна глина, червоноколірні відклади), вулканогенні (див. вулканогенно-осадові породи), хемогенні (див. хемогенні гірські породи).

## Процес перетворення осаду в гірські породи
Процес перетворення осаду в гірські породи включає ряд субпроцесів:
- а) розчинення та виділення з осаду нестійких сполук;
- б) утворення нових сполук, мінералів відповідно до нових фізико-хімічних умов;
- в) ущільнення та зменшення вологості О.;
- г) перекристалізацію та ін.

## Обстановка осадоутворення
Фація, умови і характеристики середовища осадоутворення. Залежить від рельєфу, середовища (водне або повітряне), клімату, геол. будови території, особливостей розвитку життя на території осадоутворення, хім. складу атмосфери і океанів, морів, озер та ін.

## Старіння осаду
Зміна властивостей осаду в часі, що приводить до покращання
фільтрувальних властивостей. Може відбуватись хімічним,
фізичним, термічним. Напр., втрата води, ріст кристалів, рекристалізація, зменшення питомої поверхні, втрата співосадників і тп.

## Цікаво
У середні віки існував термін лат. succi concreti. Під ними Агрікола розуміє тверді осади і згущення розчинів, відносять сюди і деякі речовини, які при нинішніх знаннях до них не можна було б віднести. Інколи послуговувалися синонімом «загустілі соки», наприклад, галун, кам'яна сіль, купорос.